# Station Luc-Primaube
Station Luc-Primaube is een spoorwegstation in de Franse plaats La Primaube (gemeente Luc-la-Primaube) op kilometerpunt 484.884 van de lijn Castelnaudary - Rodez. Het wordt bediend door treinen van de TER  Occittanie.